# Cilou Annys
Pour les articles homonymes, voir Annys.
Cilou Annys est une modèle belge née le 20 mars 1991 à Bruges, élue Miss Belgique 2010 au casino de Knokke, le dimanche 10 janvier 2010. Elle succède ainsi à Zeynep Sever, Miss Belgique 2009. Originaire de Bruges, Cilou a d'abord été élue Miss Flandre Occidentale avant d'être sacrée Miss Belgique 2010.